# Glashütte unterhalb Dornsweg

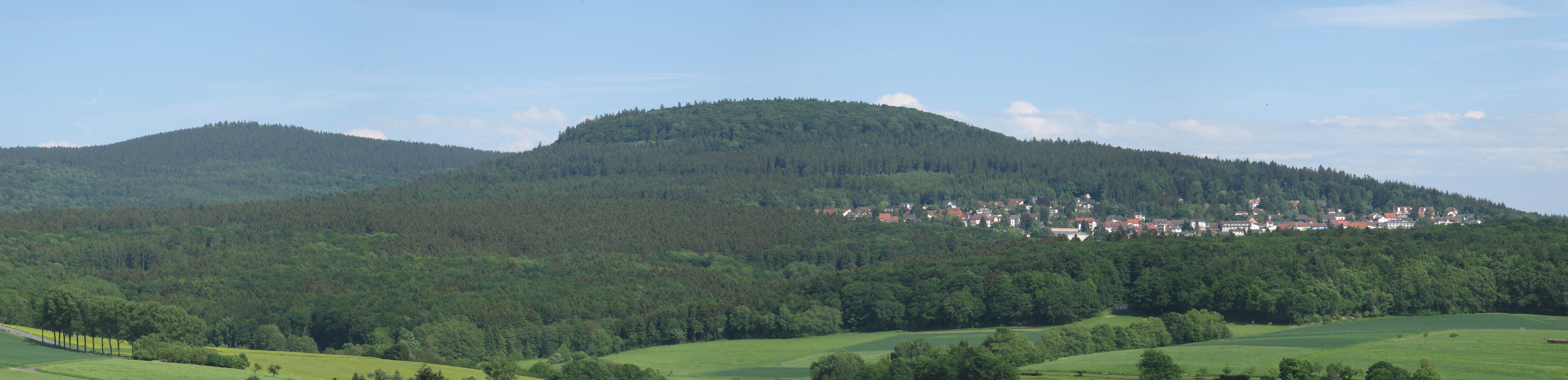
Die Erhebung Glaskopf mit dem Ort Glashütten

Die Glashütte unterhalb Dornsweg war eine Waldglashütte im Taunus in Hessen, die im 15. Jahrhundert Glas produzierte. Reste der Glashütte liegen auf 570 m ü. NHN in einem Waldgebiet rund zwei Kilometer östlich des Ortes Glashütten am Nordosthang der Erhebung Glaskopf. Archäologische Untersuchungen am Standort der Glashütte erfolgten in den Jahren 2001 und 2005.

## Ausgrabungen und Aufbau
Der in der historischen Literatur erwähnte, aber in Vergessenheit geratene Standort der Glashütte wurde 1998 wieder aufgefunden. Ein ehrenamtlicher Mitarbeiter der Kreisarchäologie entdeckte bei Geländebegehungen im Waldboden rot opakes Scherbenmaterial und hügelige Erhebungen. Die Reste der Glashütte liegen nahe einem Waldweg mit der Bezeichnung Dornsweg.
Auf Initiative des Vereins Kulturkreis Glashütten erfolgte im Jahr 2000 neben einer Vermessung und Kartierung des Geländes eine geophysikalische Prospektion durch Geomagnetik, um ohne Bodeneingriffe Einblicke in den früheren Hüttenkomplex zu erhalten. In den Jahren 2001 und 2005 führten ehrenamtliche Helfer unter wissenschaftlicher Leitung des Archäologen Peter Steppuhn Ausgrabungen durch. Nach den Arbeiten wurde die Grabungsstelle wieder verfüllt.
Laut den Grabungsergebnissen war der größere Arbeitsofen stark zerstört. Die vier Nebenöfen mit einem Durchmesser von jeweils drei bis vier Metern waren gut erhalten. In den äußeren Nebenöfen wurden die Gefäße allmählich abgekühlt oder Rohstoffe getrocknet. Die beiden mittleren Nebenöfen waren eine Kombination von Streck- und Kühlofen und dienten der Flachglasproduktion.
Bei den Ausgrabungen wurden rund 30.000 Fundstücke geborgen, bei denen es sich überwiegend  um Glasfragmente handelte. Aussagekräftige Einzelstücke des geborgenen Fundmaterials fanden Aufnahme in der Dauerausstellung Waldglashütten im Taunus im Freilichtmuseum Hessenpark in Neu-Anspach. Das übrige Material lagert sortiert und dokumentiert im Magazin des Landesamtes für Denkmalpflege Hessen.
Die Fundstücke zeugen von einer intensiven Glasbearbeitung unter Beherrschung schwieriger Glasbläsertechniken. Die Produkte wiesen ein breites Herstellungsrepertoire an Form und Farbe auf. Produkte waren Hohl- und Flachglas, zum Teil für höchste Ansprüche. Auch farbiges Glas, darunter blaue Glasmasse, weist auf eine Produktion für höhere soziale Schichten hin. Davon zeugen auch filigrane Fadenauflagen am Glas sowie verschiedene Netz- und Nuppenvariationen. Eine ganz besondere Bedeutung kommt dem rot opaken Glas zu, dessen Herstellung heute (2017) noch Anlass zu wissenschaftlichen Untersuchungen gibt.
Es kamen auch Rippen- und Kreuzrippenbecher aus grünem Waldglas vor, ebenso wie Becher und Flaschen aus rot opakem Glas. Auch Glasbehälter für den medizinisch-alchemistischen Bereich wurden gefertigt. Zum Fundspektrum zählten auch Fragmente von fast 20 Glashäfen für das geschmolzene Glas. Anhand der Glas- und Keramikfunde ließ sich die Produktionszeit der Glashütte in die zweite Hälfte des 15. Jahrhunderts datieren. Damit arbeitete der Glasbetrieb etwa im gleichen Zeitraum wie die Glashütte am Buchholzweg und die Glashütte an der Emsbachschlucht, die jeweils rund einen Kilometer entfernt lagen. Diese Standorte wurden in den Jahren 2001 bis 2005 ebenfalls archäologisch untersucht. Aufgrund von Fundübereinstimmungen vermuten die Archäologen, dass die Glashütte unterhalb Dornsweg mit der Glashütte am Buchholzweg in Verbindung stand, eventuell ein Vorgängerbetrieb war.
Die starken Zerstörungen am Hauptofen deuten auf einen geplanten Neuaufbau des strapazierten Ofens hin, der aber nicht durchgeführt wurde. Diskutiert wurde auch eine gewaltsame Niederlegung der Glashütte noch während ihrer Betriebszeit. Der Grund dafür ist nicht bekannt. Es könnte sich um die Folge einer kriegerischen Auseinandersetzung, wie die Mainzer Stiftsfehde (1461–1462), oder eine Zerstörung durch Konkurrenzbetriebe handeln.
Die Forschungen an der Glashütte unterhalb Dornsweg erweiterten den Erkenntnisstand zur Glashüttenlandschaft im Taunus, die nur eine untergeordnete Rolle in der europäischen Glasgeschichte gespielt hat.